# Korunka (modlitba)

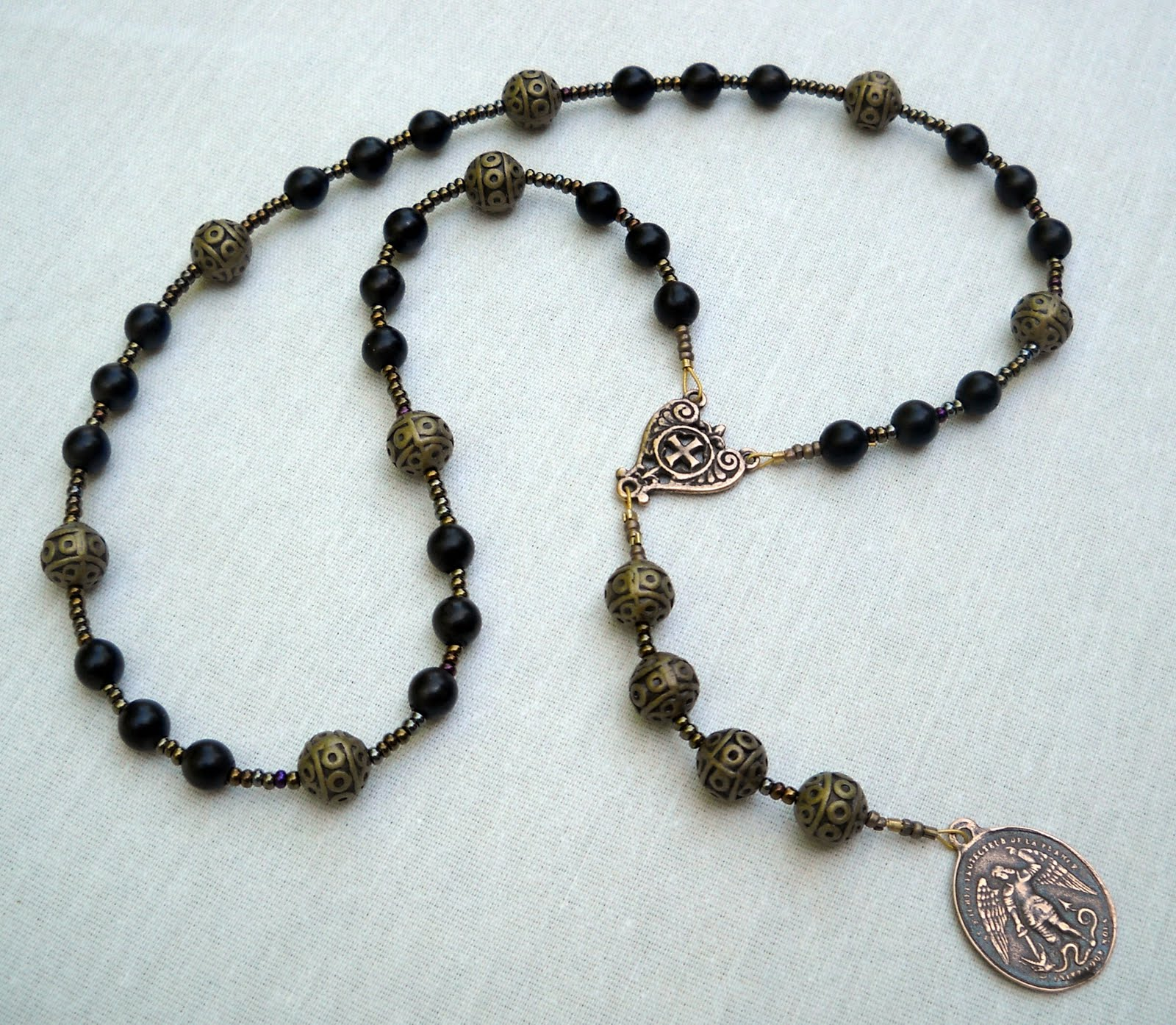
Korunka svatého Michaela je tvořena korálky, které určují modlitby korunky, a medailkou s obrázkem svatého Michaela (Archanděla)

Korunka je forma křesťanské modlitby, při níž se používají modlitební korálky a která je podobná růženci, ale liší se od něj. Některé korunky mají silný mariánský prvek, jiné se zaměřují spíše na Ježíše Krista a jeho božské vlastnosti (korunka k Božímu milosrdenství) nebo na některého z mnoha světců, jako je například korunka ke svatému Michaelovi. Korunky jsou „osobní pobožnosti“ a v závislosti na původu se jednotlivé korunky mohou značně lišit. V římskokatolické církvi je sice za korunku považován také obvyklý dominikánský růženec o pěti desátcích, ale ostatní korunky mají často méně korálků a desátků než tradiční růženec a mohou používat jiný soubor modliteb. V anglikánském společenství korunka často obsahuje jeden týden anglikánského růžence.

## Obvyklé korunky
Mezi nejčastější korunky patří: 
- Korálky Nejsvětější svátosti[1]

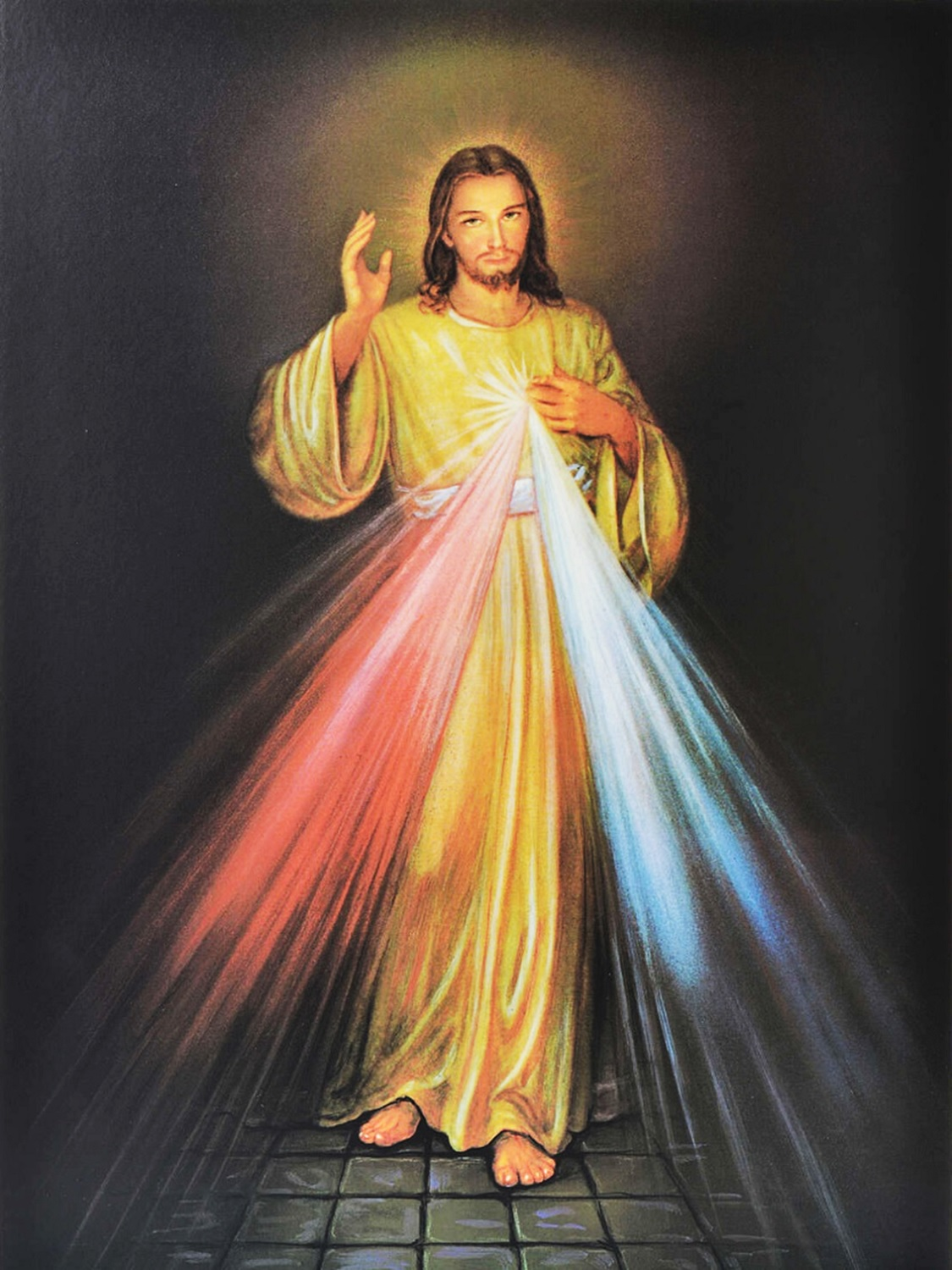
Obraz milosrdného Ježíše spojený s korunkou k Božímu milosrdenství

- Korunka k Božímu milosrdenství s použitím běžných růžencových korálků o pěti desátcích
- Korunka pěti Ježíšových ran
- Korunka ke svatým ranám, založená na údajných viděních Marie Marty Chambonové
- Korunka k pěti ranám
- Malá korunka Jezulátka, složená ze tří a dvanácti korálků[2]
- Korunka Nejsvětějšího Srdce Páně, která se skládá z třiceti tří malých korálků, šesti velkých korálků, středového dílu, kříže a medaile Nejsvětějšího Srdce Páně[1]
- Malá korunka Svaté tváře, k uctění pěti ran Ježíše Krista, skládající se z kříže a šesti velkých korálků a třiceti tří malých[1]
- Korunka Nejdražší krve, skládající se z třiatřiceti korálků v sedmi skupinách, byla sestavena Domem Francescem Albertinim, zakladatelem Arcibratrstva Nejdražší Krve Páně[3]
- Korunka k Panně Marii Slzavé, založená na údajných viděních řeholnice Amálie od Ježíše Bičovaného
- Korunka Černé Madony Čenstochovské, složená z devíti korálků s krucifixem a medailkou Panny Marie Čenstochovské
- Korunka Panny Marie Hvězdy mořské, skládající se z medaile Panny Marie z hory Karmel, tří samostatných korálků a dvanácti dalších korálků
- Korunka Neposkvrněného početí Panny Marie, nazývaná také Hvězdná koruna, sestávající ze tří skupin po čtyřech korálcích s medailkou Neposkvrněného početí[4]
- Korunka nebo růženec Sedmibolestné Panny Marie se skládá ze sedmi skupin po sedmi korálcích. Známý je také jako korálky Bolesti Panny Marie[5]
- Korunka svatého Josefa, která je rozdělena do patnácti skupin po čtyřech korálcích sestávajících z jednoho bílého a tří fialových korálků
- Korunka svaté Kateri Tekakwithy, která se skládá z osmi hnědých, osmi červených a osmi křišťálových korálků
- Korunka svatého Antonína, která se skládá ze třinácti skupin po třech korálcích
- Korunka svatého Patrika, složená z dvanácti korálků symbolizujících dvanáct nebezpečí svatého Patrika
- Korunka svaté Filomény, skládající se ze tří bílých a třinácti červených korálků
- Brigitin růženec, který se skládá ze šesti desátků po deseti korálcích. Na konci jsou tři další korálky
- Malá květinová korunka, která se skládá z jednoho velkého korálku a čtyřiadvaceti menších korálků
- Korunka křížové cesty, složená z patnácti skupin po třech korálcích atd.
- Korunka ke cti Svatého Dítěte dobrého zdraví, odříkávaná na standardním dominikánském růženci
- Korunka svatého Michaela Archanděla,[6] skládající se z devíti skupin po čtyřech korálcích, které se skládají ze tří Zdrávasů a jednoho Otče náš v každé z nich. (Každá z devíti skupin se říká ke cti jednoho z devíti andělských chórů.)
- Korunka svaté Anny Schäfferové, složená z jednoho velkého korálku a dvaceti čtyř menších korálků